# Vesna Dolonts
Vesna Ratkovna Dolonts geboren Manasieva (Russisch: Весна Ратковна Долонц) (Moskou, 21 juli 1989) is een voormalig professioneel tennisspeelster uit Rusland. Zij begon op vierjarige leeftijd met tennis, en werd op haar zeventiende professional. Haar favoriete ondergrond is hardcourt. Zij speelt rechtshandig en heeft een tweehandige backhand. Zij was actief in het internationale tennis van 2005 tot en met 2016.

## Loopbaan
Dolonts heeft nooit een WTA-titel bemachtigd; wel is het haar gelukt om drie ITF-titels te winnen in het enkelspel en vijf in het dubbelspel. Op de grandslamtoernooien bereikte zij de derde ronde, zowel op het Australian Open 2011 als op Wimbledon 2013. Haar hoogste positie in het enkelspel (de 84e plaats) bereikte zij in juli 2013.
Zij begon haar tennisloopbaan onder de naam Vesna Manasieva. In oktober 2010 trouwde zij met Arsen Dolonts en sinds april 2011 speelde zij onder de naam Vesna Dolonts. Haar vader komt uit Servië en haar moeder uit Rusland – zelf heeft zij de Russische nationaliteit. Vanaf begin mei 2012 speelde zij onder de Servische vlag. In 2013 en 2014 maakte Dolonts deel uit van het Servische Fed Cup-team – zij behaalde daar een winst/verlies-balans van 1–4. In 2013 speelde zij in de eerste ronde van Wereldgroep I.

## Posities op deWTA-ranglijst
Positie per einde seizoen:
| jaar | rang enkelspel | rang dubbelspel |
| ---- | -------------- | --------------- |
| 2006 | 393            | 582             |
| 2007 | 162            | 202             |
| 2008 | 144            | 292             |
| 2009 | 131            | 160             |
| 2010 | 140            | 144             |
| 2011 | 111            | 158             |
| 2012 | 117            | 103             |
| 2013 | 103            | 124             |
| 2014 | 208            | 481             |
| 2015 | 445            | 647             |
| 2016 | 418            | –               |

## Palmares

### WTA-finaleplaatsen enkelspel
geen

### WTA-finaleplaatsen vrouwendubbelspel
| nr.              | finale     | toernooi     | ondergrond | partner           | tegenstandsters            | score     |         |
| ---------------- | ---------- | ------------ | ---------- | ----------------- | -------------------------- | --------- | ------- |
| gewonnen finales |            |              |            |                   |                            |           |         |
| geen             |            |              |            |                   |                            |           |         |
| verloren finales |            |              |            |                   |                            |           |         |
| 1.               | 2012-09-16 | WTA Tasjkent | hardcourt  | Anna Tsjakvetadze | Paula Kania Palina Pechava | 2-6, opg. | details |

### Gewonnen ITF-toernooien enkelspel
| nr. | finale     | toernooi | ondergrond | tegenstandster      | score    | dotatie  |
| --- | ---------- | -------- | ---------- | ------------------- | -------- | -------- |
| 1.  | 2008-11-01 | Nantes   | hardcourt  | Stefanie Vögele     | 6-3, 6-2 | $ 50.000 |
| 2.  | 2012-07-21 | Donetsk  | hardcourt  | Maria João Koehler  | 6-2, 6-3 | $ 50.000 |
| 3.  | 2016-05-08 | Győr     | gravel     | Anastasija Sjosjyna | 6-3, 7-5 | $ 10.000 |

### Gewonnen ITF-toernooien dubbelspel
| nr. | finale     | toernooi      | ondergrond | partner            | tegenstandsters                           | score             | dotatie  |
| --- | ---------- | ------------- | ---------- | ------------------ | ----------------------------------------- | ----------------- | -------- |
| 1.  | 2007-08-25 | Moskou        | gravel     | Maria Kondratjeva  | Nina Brattsjikova Sophie Lefèvre          | 6–2, 6-1          | $ 25.000 |
| 2.  | 2009-04-10 | Monzón        | hardcourt  | Chen Yi            | Alberta Brianti Margalita Tsjachnasjvili  | 2-6, 6-4, [10-8]  | $ 75.000 |
| 3.  | 2012-05-20 | Saint-Gaudens | gravel     | Irina Chromatsjova | Naomi Broady Julia Glushko                | 6-2, 6-0          | $ 50.000 |
| 4.  | 2012-09-22 | Shrewsbury    | hardcourt  | Stefanie Vögele    | Karolína Plíšková Kristýna Plíšková       | 6-1, 6-7, [15-13] | $ 75.000 |
| 5.  | 2012-11-05 | Barnstaple    | hardcourt  | Akgul Amanmuradova | Diāna Marcinkēviča Aljaksandra Sasnovitsj | 6-3, 6-1          | $ 75.000 |

## Resultaten grandslamtoernooien
| Legenda | Legenda                          |
| ------- | -------------------------------- |
| g.t.    | geen toernooi gehouden           |
| l.c.    | lagere categorie                 |
| –       | niet deelgenomen                 |
| G       | uitgeschakeld in de groepsfase   |
| 1R      | uitgeschakeld in de eerste ronde |
| 2R      | uitgeschakeld in de tweede ronde |
| 3R      | uitgeschakeld in de derde ronde  |
| 4R      | uitgeschakeld in de vierde ronde |
| KF      | uitgeschakeld in de kwartfinale  |
| HF      | uitgeschakeld in de halve finale |
| F       | de finale verloren               |
| W       | het toernooi gewonnen            |
| w-v     | winst/verlies-balans             |

### Enkelspel
| Toernooi        | 2009 | 2010 | 2011 | 2012 | 2013 | 2014 |
| --------------- | ---- | ---- | ---- | ---- | ---- | ---- |
| Australian Open | –    | –    | 3R   | –    | 2R   | 2R   |
| Roland Garros   | –    | –    | 2R   | –    | 1R   | –    |
| Wimbledon       | 1R   | –    | 1R   | 1R   | 3R   | –    |
| US Open         | 1R   | –    | 1R   | –    | 1R   | –    |

### Vrouwendubbelspel
| Toernooi        | 2011 | 2012 | 2013 | 2014 |
| --------------- | ---- | ---- | ---- | ---- |
| Australian Open | –    | –    | –    | –    |
| Roland Garros   | –    | –    | –    | –    |
| Wimbledon       | 1R   | 1R   | 1R   | 1R   |
| US Open         | –    | –    | –    | –    |